# Jolanda Benvenuti
Jolanda Benvenuti (Roma, 15 gennaio 1908 – Parma, 16 novembre 1981) è stata una montatrice italiana.

## Biografia
Curò il montaggio cinematografico di oltre centoventi film fra il 1941 ed il 1975. Debuttò con Vertigine nel 1942 e lavorò quindi in varie produzioni cinematografiche e televisive italiane fra cui Francesco, giullare di Dio, Totò sexy e Questi fantasmi. Fu montatrice di fiducia di Roberto Rossellini, con cui lavorò a partire da Roma città aperta (1945), sebbene non accreditata nei titoli dei primi film.

## Filmografia parziale

### Cinema
- Roma città aperta, regia di Roberto Rossellini (1945)
- Paisà, regia di Roberto Rossellini (1946)
- Germania anno zero, regia di Roberto Rossellini (1948)
- Sotto il sole di Roma, regia di Renato Castellani (1948)
- È primavera..., regia di Renato Castellani (1949)
- Marechiaro, regia di Giorgio Ferroni (1949)
- Domenica d'agosto, regia di Luciano Emmer (1950)
- Francesco giullare di Dio, regia di Roberto Rossellini (1950)
- Sambo, regia di Paolo William Tamburella (1950)
- Stromboli (Terra di Dio), regia di Roberto Rossellini (1950)
- Il conte di Sant'Elmo , regia di Guido Brignone (1950)
- Due soldi di speranza, regia di Renato Castellani (1951)
- Operazione Mitra, regia di Giorgio Cristallini (1951)
- È arrivato l'accordatore, regia di Duilio Coletti (1952)
- Inganno, regia di Guido Brignone (1952)
- Europa '51, regia di Roberto Rossellini (1952)
- La macchina ammazzacattivi, regia di Roberto Rossellini (1952)
- Le ragazze di Piazza di Spagna, regia di Luciano Emmer (1952)
- Processo contro ignoti, regia di Guido Brignone (1952)
- ...e Napoli canta!, regia di Armando Grottini (1953)
- Una donna prega, regia di Anton Giulio Majano (1953)
- Condannatelo!, regia di Luigi Capuano (1953)
- I misteri del Mato Grosso, regia di Aldo Calamarà, Alfredo Curti e Hidalgo Ceccon (1953)
- Siamo donne, regia di Roberto Rossellini (1953)
- Viaggio in Italia, regia di Roberto Rossellini (1953)
- Ballata tragica, regia di Luigi Capuano (1954)
- Camilla, regia di Luciano Emmer (1954)
- Giovanna d'Arco al rogo, regia di Roberto Rossellini (1954)
- Piscatore 'e Pusilleco, regia di Giorgio Capitani (1954)
- Peppino e la vecchia signora, regia di Piero Ballerini (1954)
- La paura, regia di Roberto Rossellini (1954)
- Luna nova, regia di Luigi Capuano (1955)
- Suonno d'ammore, regia di Sergio Corbucci (1955)
- Ragazze al mare, regia di Giuliano Biagetti (1956)
- I sogni nel cassetto, regia di Renato Castellani (1957)
- Serenata a Maria, regia di Luigi Capuano (1957)
- I pirati della costa, regia di Domenico Paolella (1960)
- Mariti a congresso, regia di Luigi Filippo D'Amico (1961)
- Akiko, regia di Luigi Filippo D'Amico (1961)
- Banditi a Orgosolo, regia di Vittorio De Seta (1961)
- Il morbidone, regia di Massimo Franciosa (1965)

### Televisione
- Cartesius - miniserie TV (1974)